# Kusarigamajutsu
Kusarigamajutsu (鎖鎌術:くさりがまじゅつ?) è l'arte marziale giapponese del Kusarigama.
Il Kusarigamajutsu è praticato in varie scuole (Ryū) come Tendō-ryū, Suiō-ryū e Shintō Musō-ryū. Il kusarigama è composto da tre parti: il kama cioè l'arma effettiva, il kusari, ovvero la catena collegata al kama e un peso all'estremità della catena. Durante un combattimento il kusari viene fatto ampiamente oscillare in wide per distrarre e cercare di farlo aggrovigliare all'avversario, mentre il kama viene scagliato per indurre un colpo letale.